# Robert et compagnie
Robert et compagnie est un téléroman québécois en 67 épisodes de 25 minutes, scénarisé par Michel Dumont et Marc Grégoire, diffusé du 15 septembre 1987 au 22 mai 1989 à la Télévision de Radio-Canada.

## Synopsis
La vie professionnelle et privée de quatre amis qui décident de souder leur amitié en ouvrant un bar.

## Fiche technique
- Scénarisation : Michel Dumont et Marc Grégoire
- Réalisation : Céline Hallée et Constance Paré
- Société de production : Société Radio-Canada

## Distribution
- Denis Bernard : Robert Martineau
- Guy Nadon : Aimé Simard
- Claude Michaud : Jean-Marc Desbiens
- Paul Savoie : Virgil Lefebvre
- Denyse Chartier : Hélène Fortier
- Guy Provost : Louis-Joseph Martineau
- Antoine Durand : Alain Paquette
- Christine Séguin : Gabrielle Dupras-Martineau
- Rita Lafontaine : Simone Martineau
- Serge Turgeon : Paul Martineau
- Françoise Faucher : Julie Préfontaine
- Han Masson : Rachel Lindsay
- Suzanne Champagne : Charlotte Martel
- Denis Trudel : Philippe
- Micheline Bernard : Sylvie
- Yolande Roy : Céline Martineau
- Jean Duceppe : Rolland Martineau
- Donald Pilon : Victor
- Jean-Pierre Chartrand : Yvon St-Jacques
- Patrick Gareau : Martin
- Jean L'Italien : Jean-René Simard
- Michel Daigle : Le Pick
- Normand Lévesque : M. Léonard